# Church Minshull
Church Minshull – wieś w Anglii, w hrabstwie ceremonialnym Cheshire, w dystrykcie (unitary authority) Cheshire East. Leży 27 km na wschód od miasta Chester i 243 km na północny zachód od Londynu. W 2001 miejscowość liczyła 431 mieszkańców.